# Microdesmis magallanensis
Microdesmis magallanensis är en tvåhjärtbladig växtart som först beskrevs av Adolph Daniel Edward Elmer, och fick sitt nu gällande namn av Cornelis Gijsbert Gerrit Jan van Steenis. Microdesmis magallanensis ingår i släktet Microdesmis och familjen Pandaceae.
Artens utbredningsområde är Filippinerna. Inga underarter finns listade i Catalogue of Life.